# Станиця (Сілезьке воєводство)
Станиця (пол. Stanica, нім. Stanitz) — село в Польщі, у гміні Пільховиці Гливицького повіту Сілезького воєводства.
Населення — 1409 осіб (2011).
У 1975—1998 роках село належало до Катовицького воєводства.

## Демографія
Демографічна структура станом на 31 березня 2011 року:
|          | Загалом | Допрацездатний вік | Працездатний вік | Постпрацездатний вік |
| -------- | ------- | ------------------ | ---------------- | -------------------- |
| Чоловіки | 672     | 122                | 475              | 75                   |
| Жінки    | 737     | 142                | 439              | 156                  |
| Разом    | 1409    | 264                | 914              | 231                  |